# Liste der Auslandsvertretungen Frankreichs

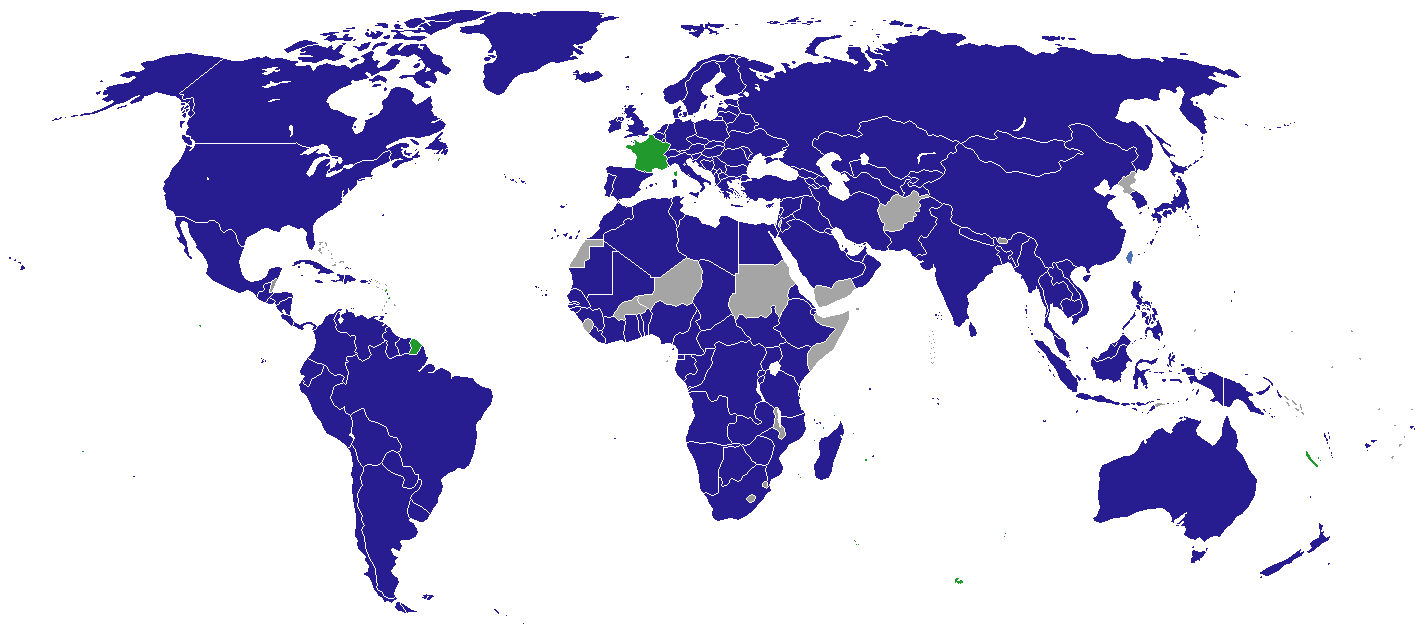
Standorte der diplomatischen Vertretungen Frankreichs

Dies ist eine Liste der diplomatischen Vertretungen Frankreichs.

## Diplomatische Vertretungen

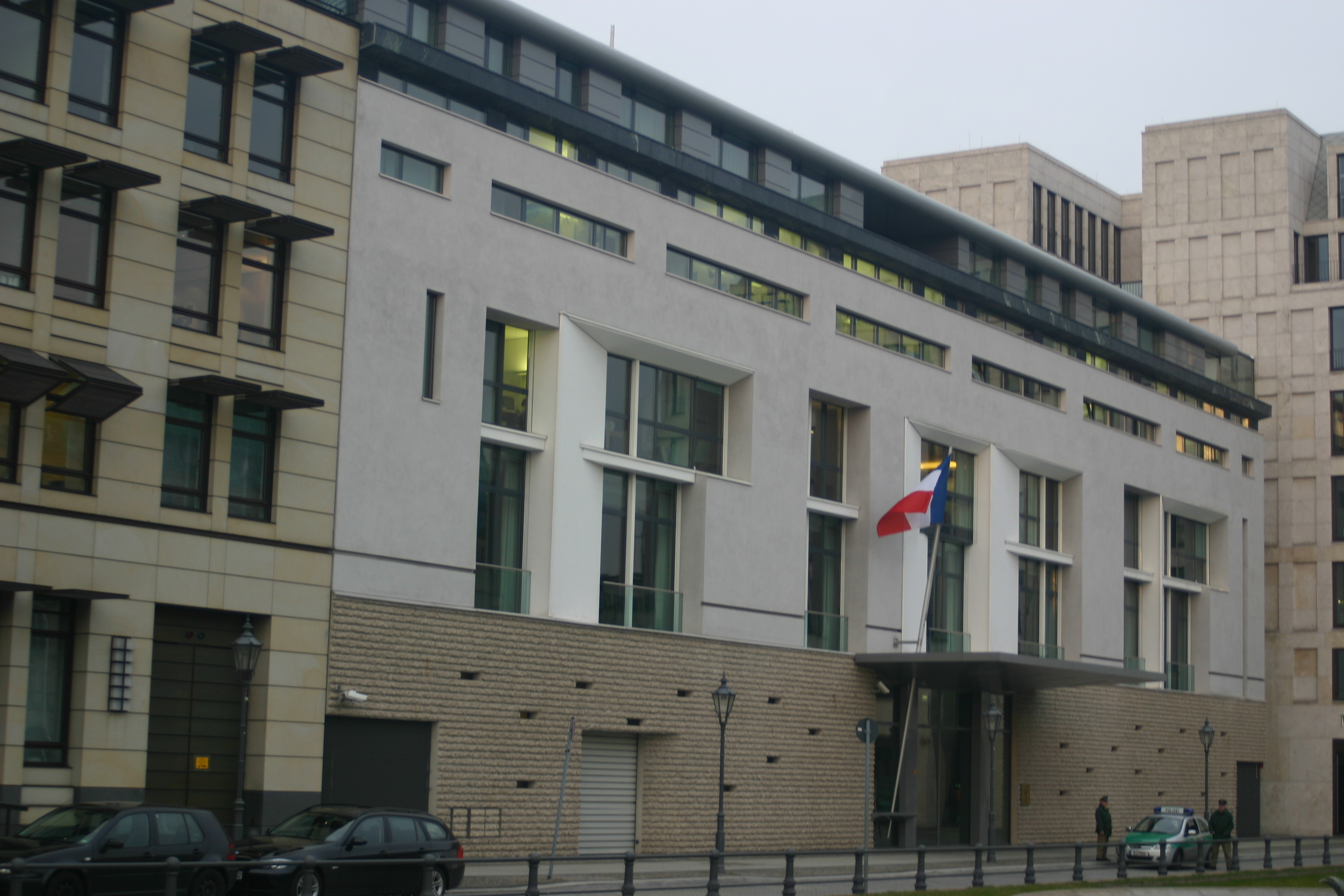
Französische Botschaft in Berlin

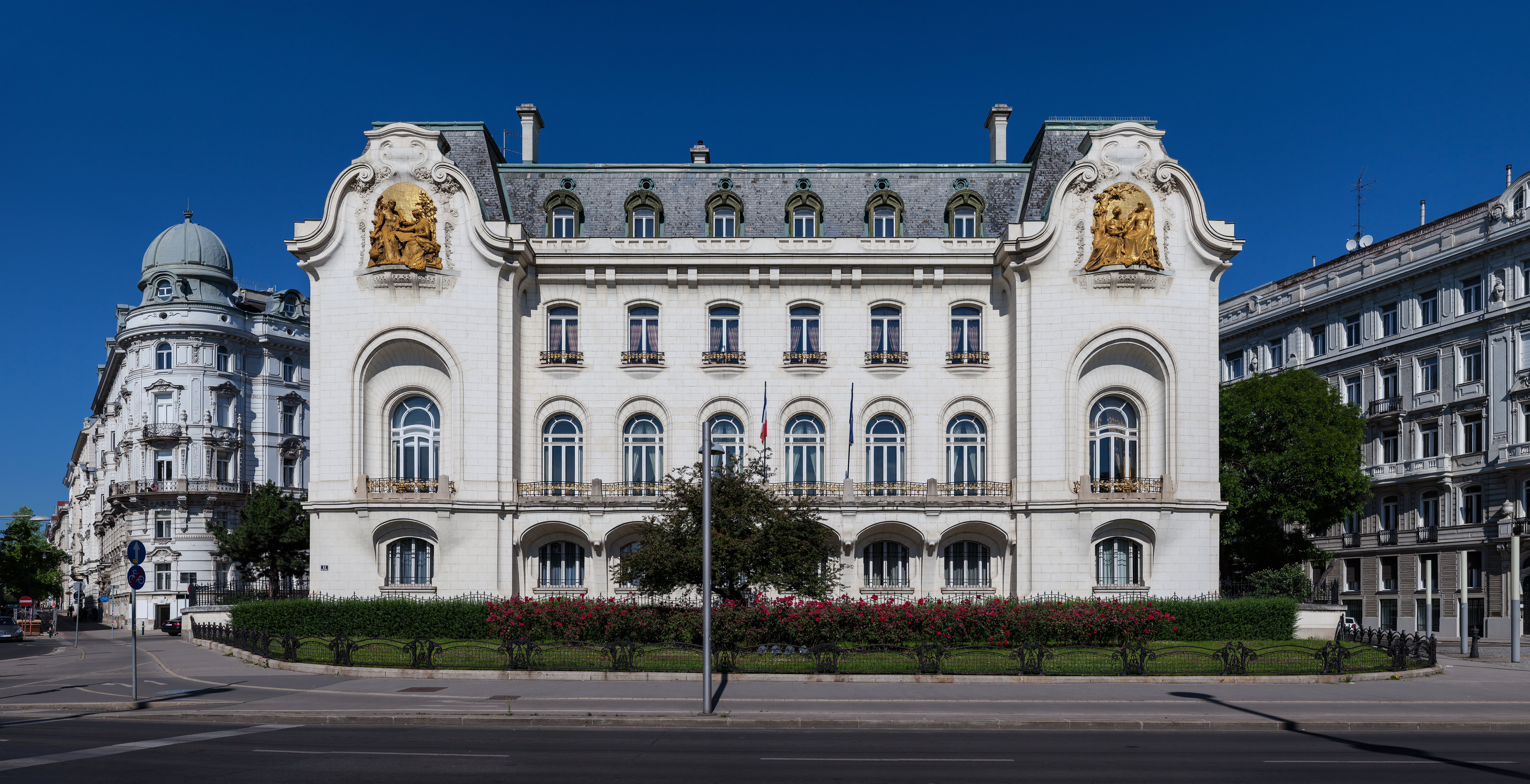
Französische Botschaft in Wien

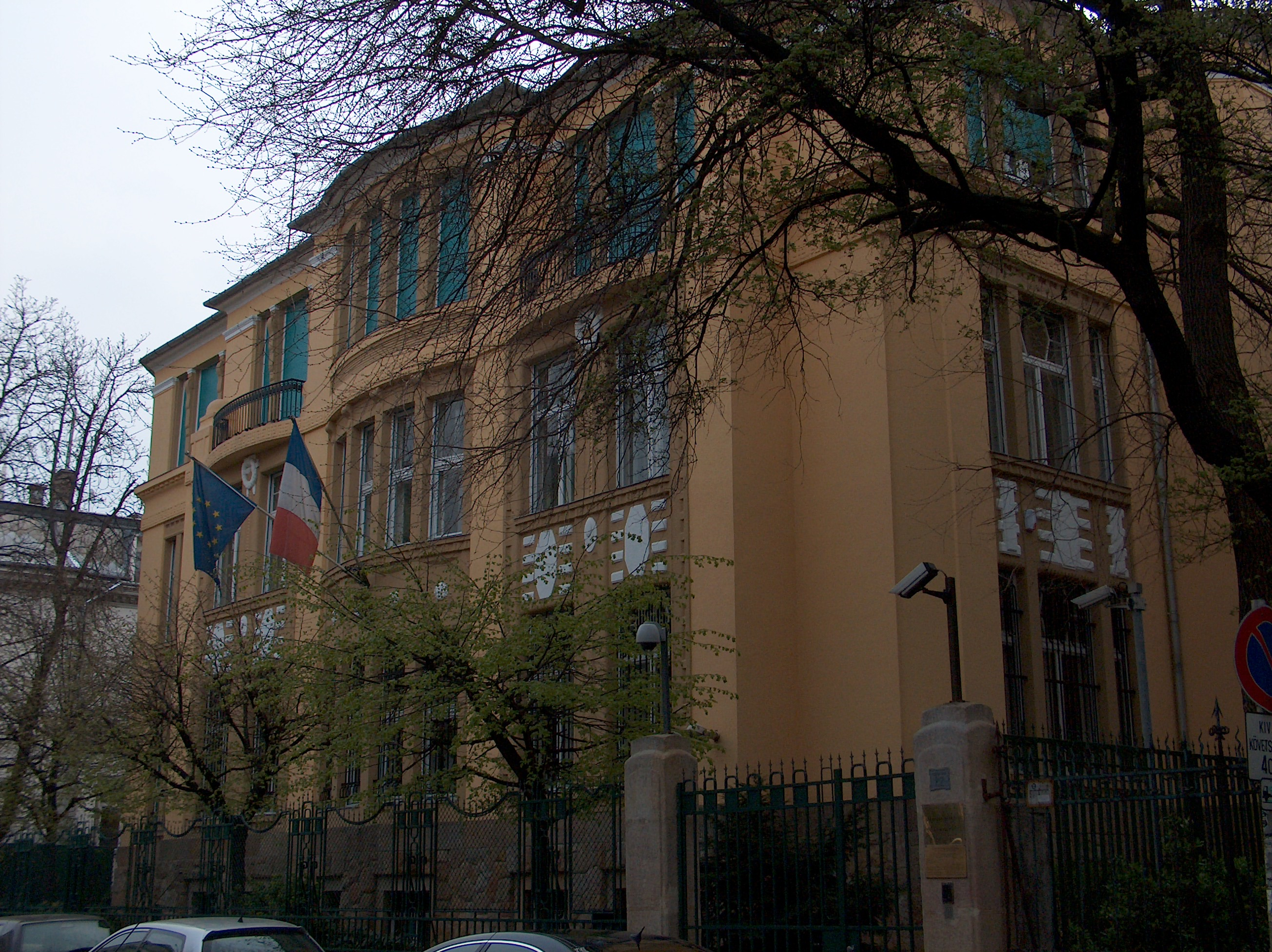
Französische Botschaft in Budapest

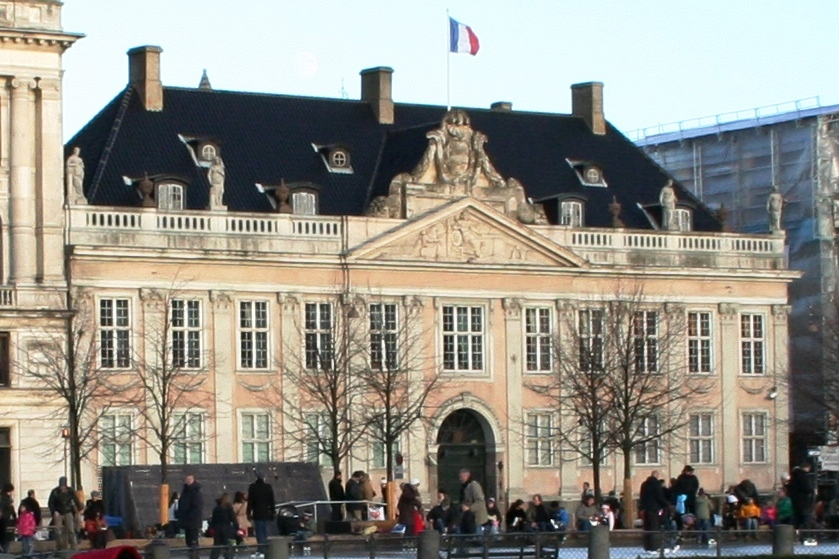
Französische Botschaft in Kopenhagen

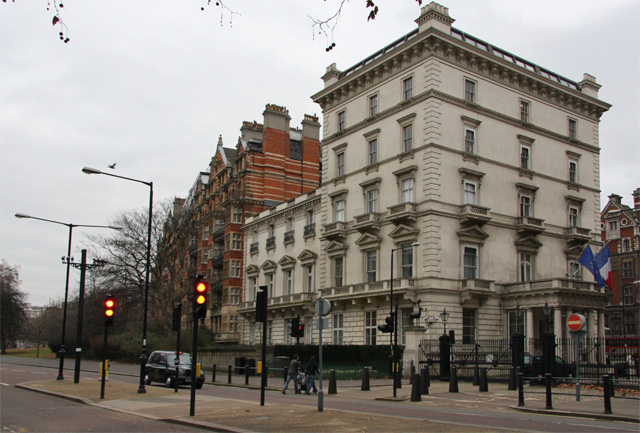
Französische Botschaft in London

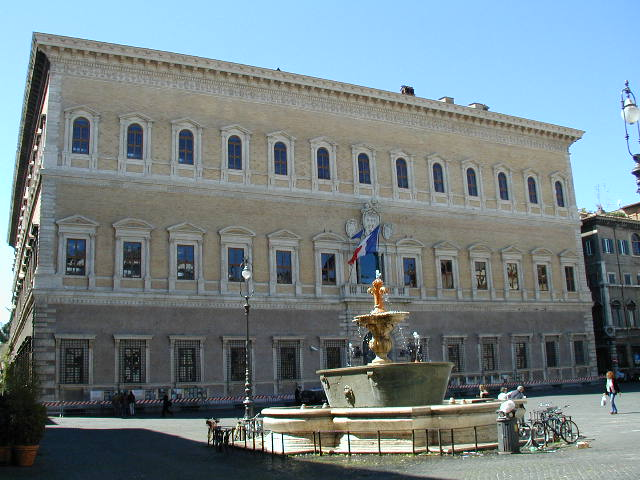
Französische Botschaft in Rom

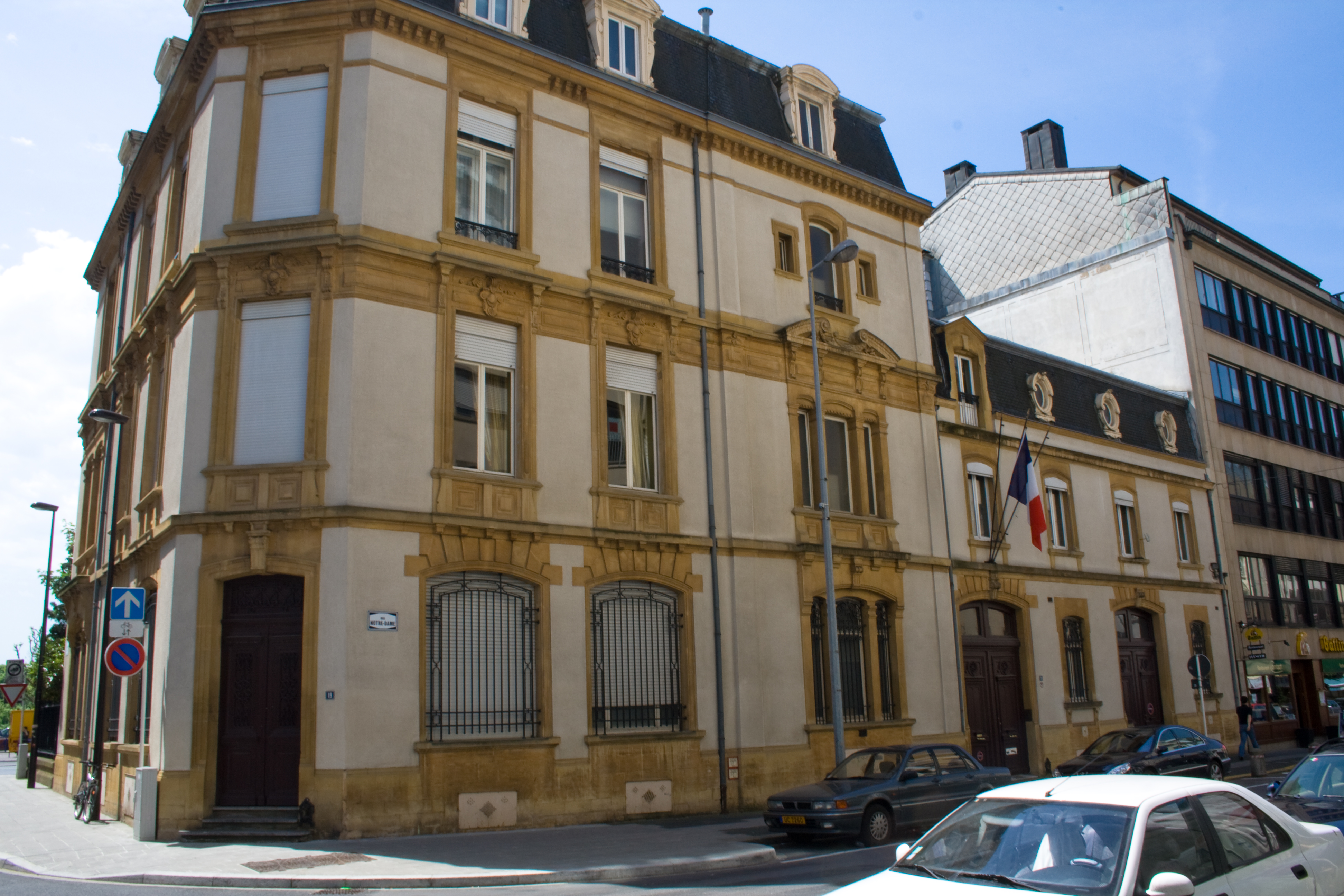
Französische Botschaft in Luxemburg

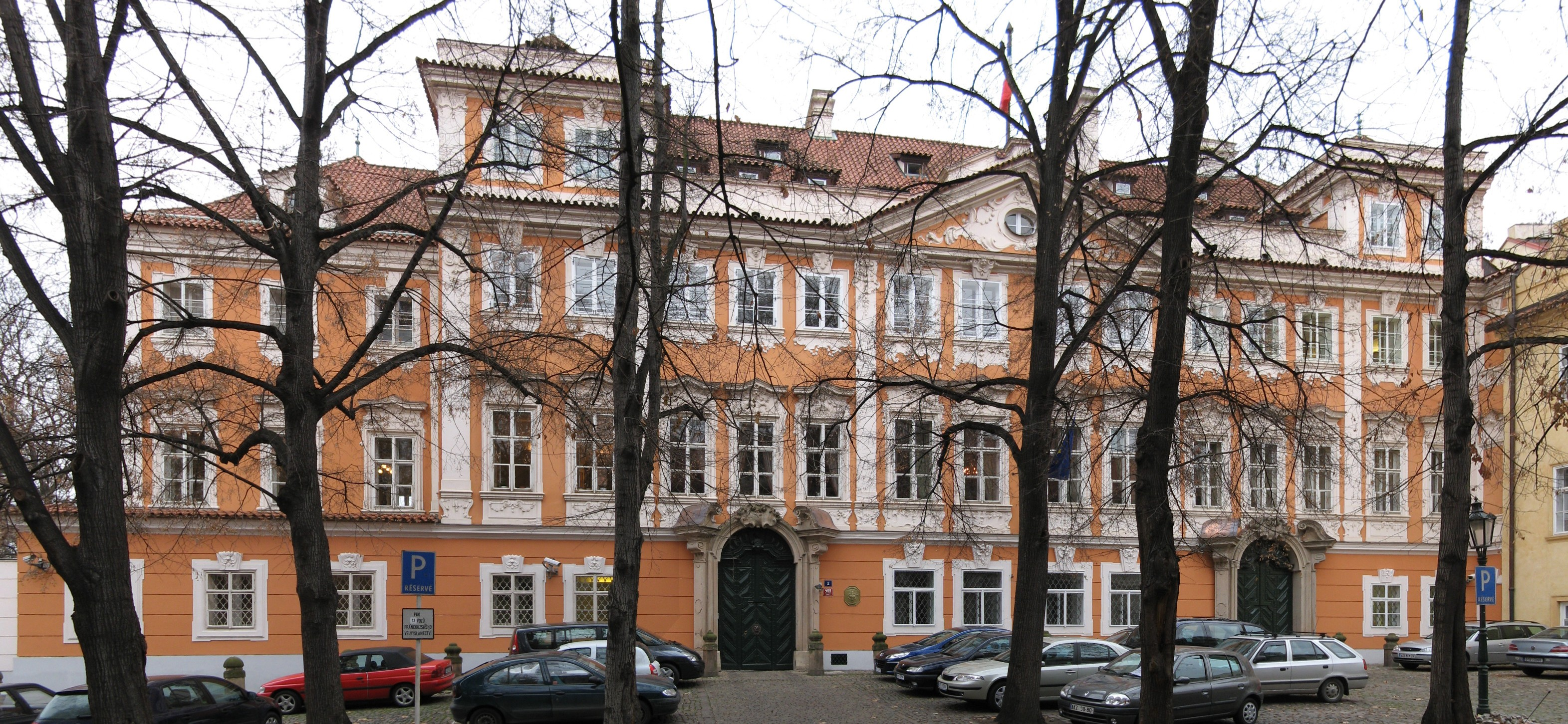
Französische Botschaft in Prag

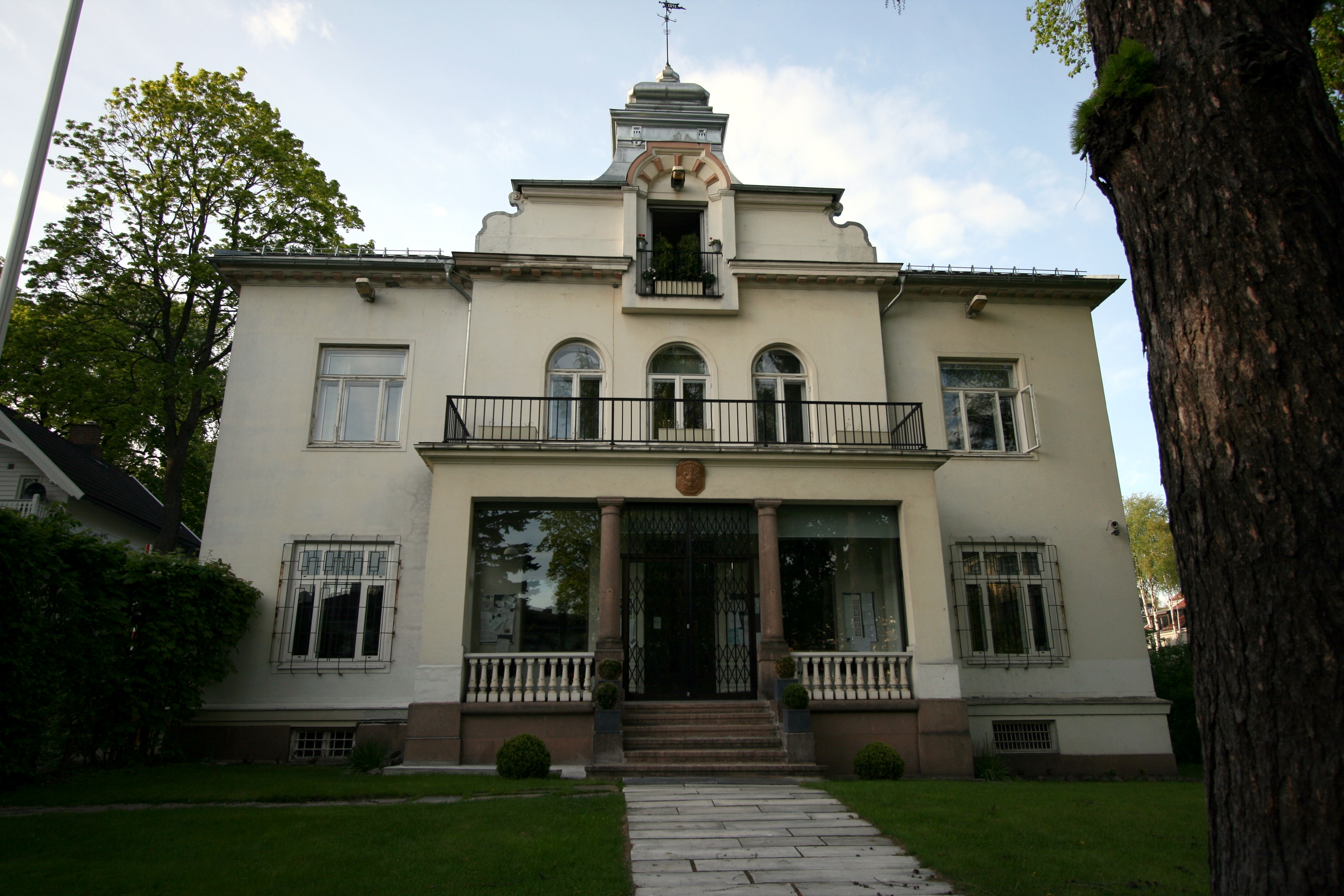
Französische Botschaft in Oslo

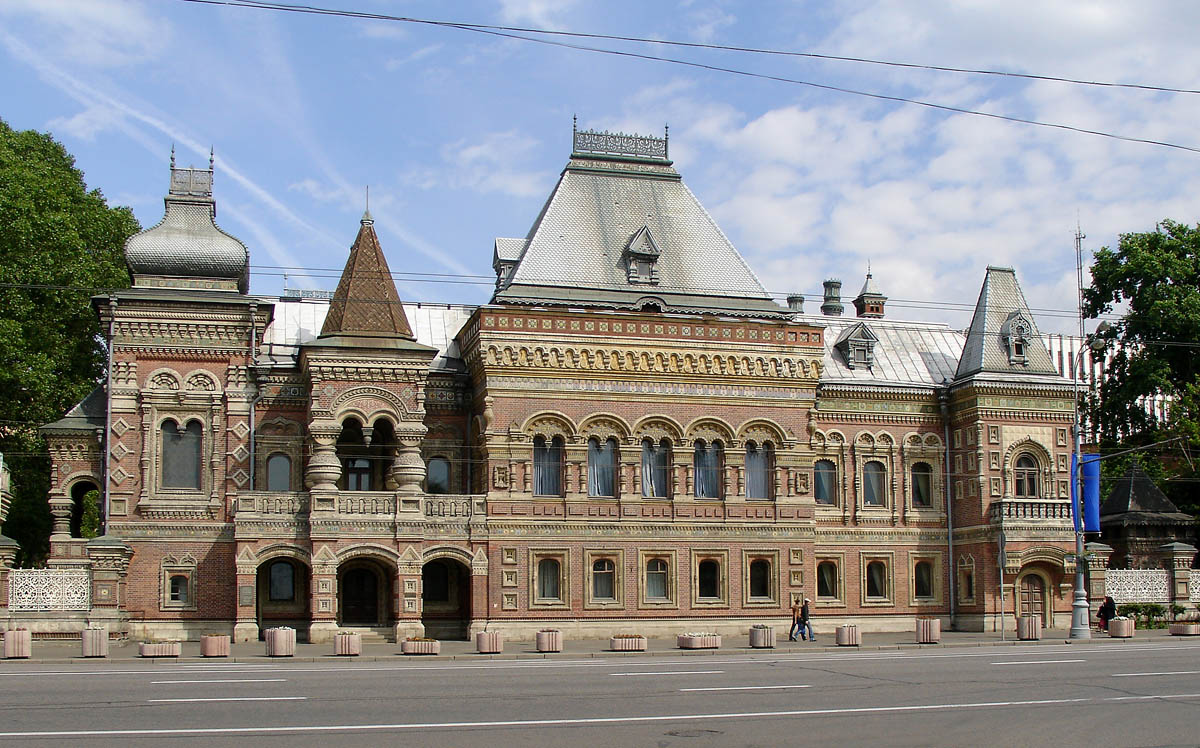
Französische Botschaft in Moskau

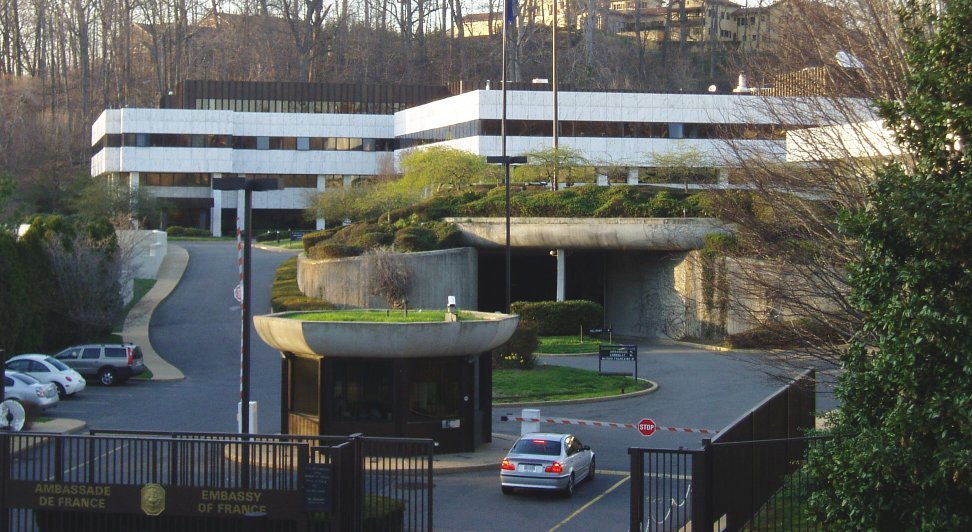
Französische Botschaft in Washington, D.C.

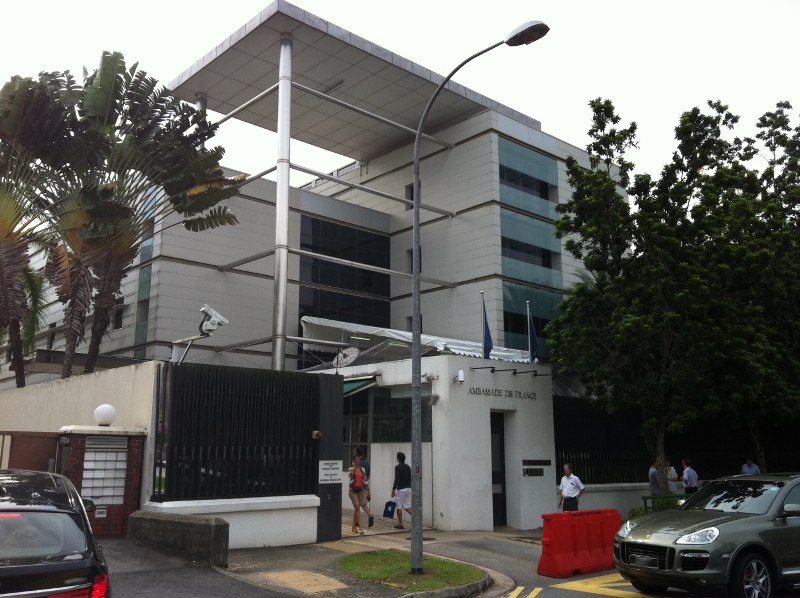
Französische Botschaft in Singapur

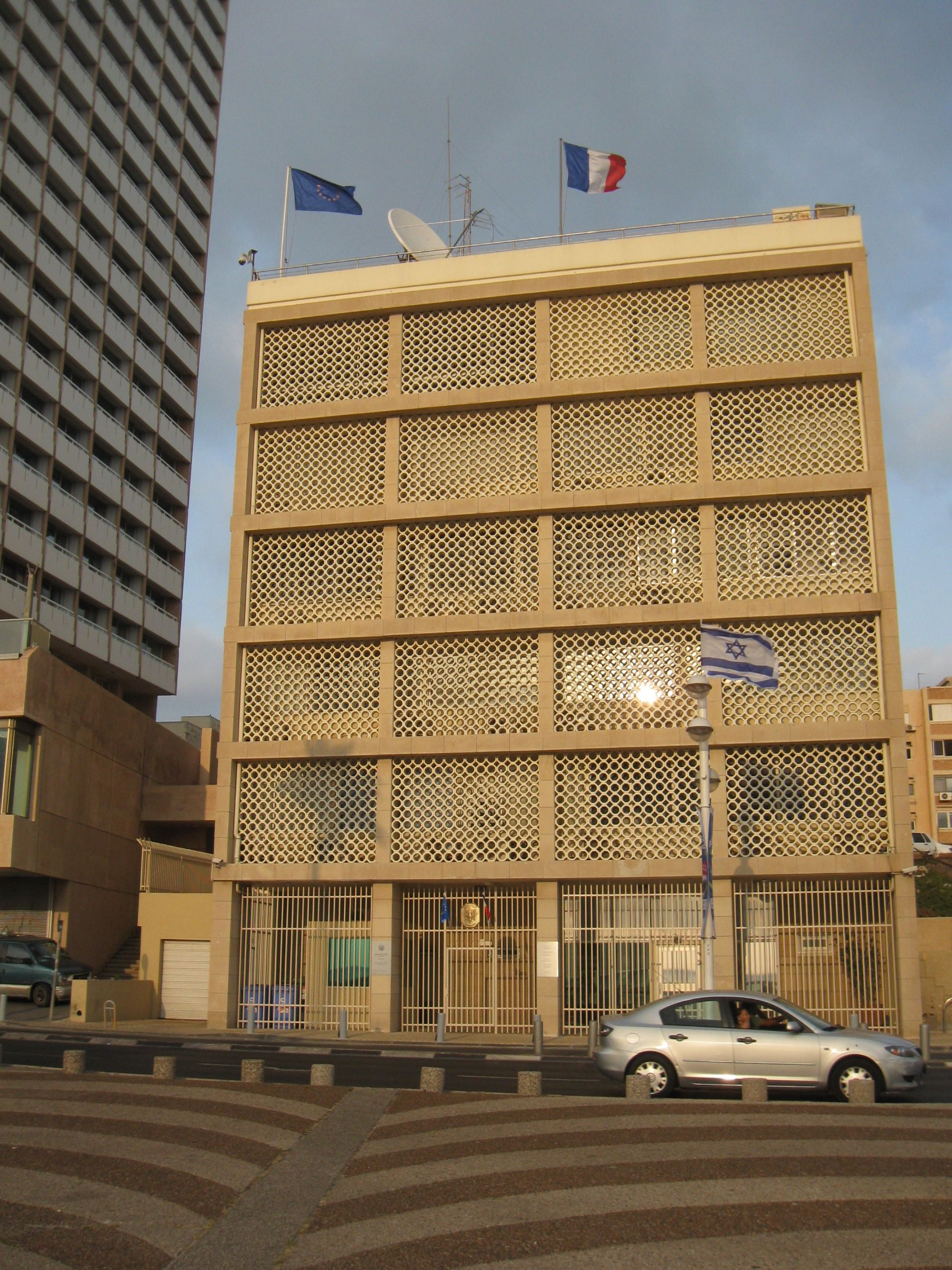
Französische Botschaft in Tel Aviv

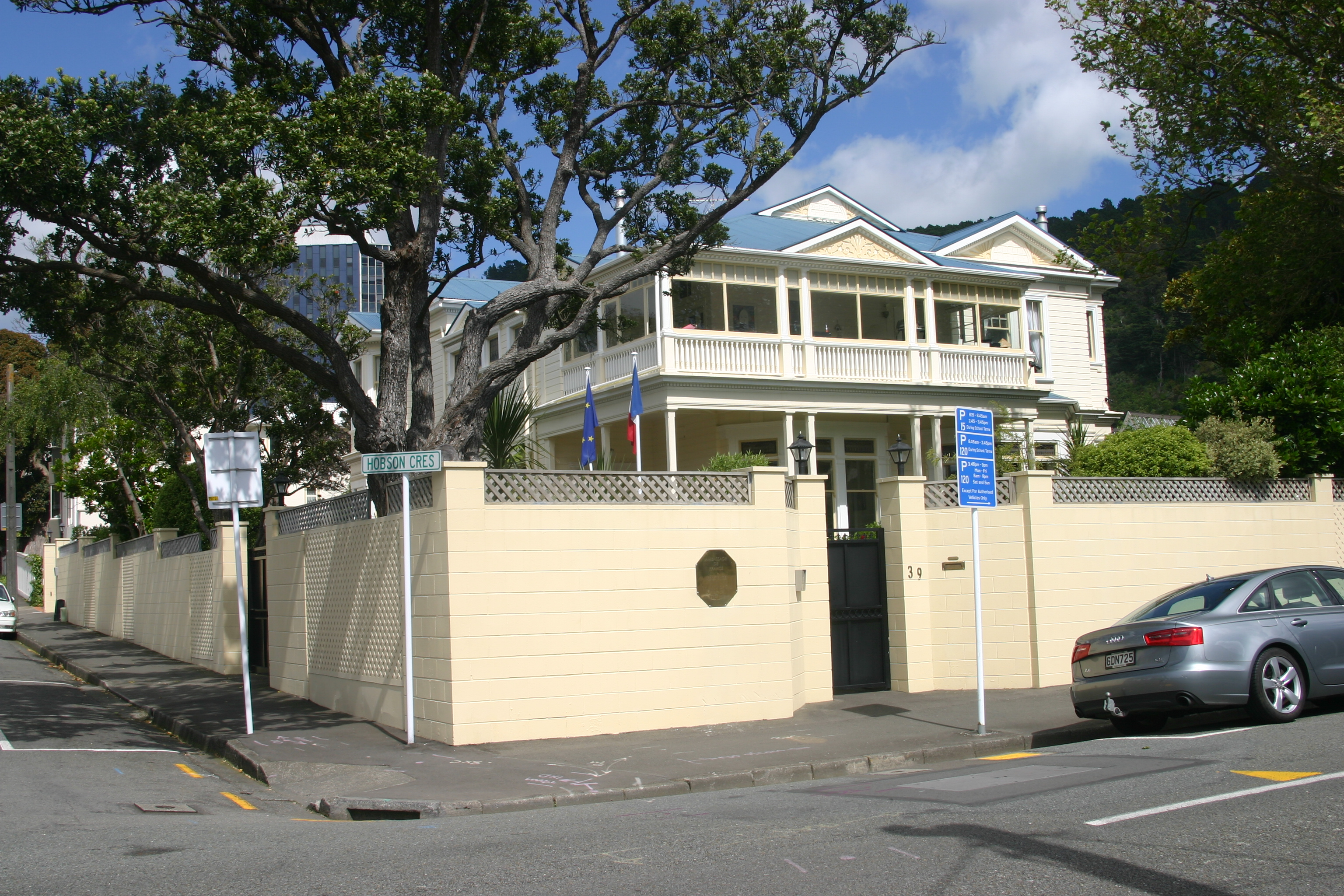
Französische Botschafter-Residenz in Wellington

### Afrika
| - Ägypten: Kairo, Botschaft - Ägypten: Alexandria, Generalkonsulat - Algerien: Algier, Botschaft - Algerien: Annaba, Generalkonsulat - Algerien: Oran, Generalkonsulat - Angola: Luanda, Botschaft - Äthiopien: Addis Abeba, Botschaft - Äquatorialguinea: Malabo, Botschaft - Benin: Cotonou, Botschaft - Botswana: Gaborone, Botschaft - Burkina Faso: Ouagadougou, Botschaft - Burundi: Bujumbura, Botschaft - Demokratische Republik Kongo: Kinshasa, Botschaft - Dschibuti: Dschibuti, Botschaft - Elfenbeinküste: Abidjan, Botschaft - Eritrea: Asmara, Botschaft - Gabun: Libreville, Botschaft - Gabun: Port-Gentil, Generalkonsulat - Ghana: Accra, Botschaft - Guinea: Conakry, Botschaft - Guinea-Bissau: Bissau, Botschaft - Kamerun: Jaunde, Botschaft - Kamerun: Douala, Generalkonsulat - Kamerun: Garoua, Konsulat - Kap Verde: Praia, Botschaft - Kenia: Nairobi, Botschaft - Komoren: Moroni, Botschaft - Kongo: Brazzaville, Botschaft - Kongo: Pointe-Noire, Generalkonsulat - Liberia: Monrovia, Botschaft - Libyen: Tripolis, Botschaft - Madagaskar: Antananarivo, Botschaft - Madagaskar: Antsiranana, Generalkonsulat | - Madagaskar: Mahajanga, Generalkonsulat - Madagaskar: Toamasina, Generalkonsulat - Mali: Bamako, Botschaft - Mauretanien: Nouakchott, Botschaft - Mauritius: Port Louis, Botschaft - Marokko: Rabat, Botschaft - Marokko: Agadir, Generalkonsulat - Marokko: Casablanca, Generalkonsulat - Marokko: Fès, Generalkonsulat - Marokko: Marrakesch, Generalkonsulat - Marokko: Tanger, Generalkonsulat - Mosambik: Maputo, Botschaft - Namibia: Windhoek, Botschaft - Nigeria: Abuja, Botschaft - Nigeria: Lagos, Generalkonsulat - Ruanda: Kigali, Botschaft - Sambia: Lusaka, Botschaft - Senegal: Dakar, Botschaft - Senegal: Saint-Louis, Generalkonsulat - Seychellen: Victoria, Botschaft - Simbabwe: Harare, Botschaft - Südafrika: Pretoria, Botschaft - Südafrika: Kapstadt, Botschaft/Generalkonsulat - Südafrika: Johannesburg, Generalkonsulat - Südsudan: Juba, Botschaft - Tansania: Daressalam, Botschaft - Togo: Lomé, Botschaft - Tschad: N’Djamena, Botschaft - Tunesien: Tunis, Botschaft - Uganda: Kampala, Botschaft - Zentralafrikanische Republik: Bangui, Botschaft |

### Asien
| - Armenien: Jerewan, Botschaft - Aserbaidschan: Baku, Botschaft - Bahrain: Manama, Botschaft - Bangladesch: Dhaka, Botschaft - Brunei: Bandar Seri Begawan, Botschaft - Volksrepublik China: Peking, Botschaft - Volksrepublik China: Chengdu, Generalkonsulat - Volksrepublik China: Guangzhou, Generalkonsulat - Volksrepublik China: Hongkong, Generalkonsulat - Volksrepublik China: Shanghai, Generalkonsulat - Volksrepublik China: Wuhan, Generalkonsulat - Indien: Neu-Delhi, Botschaft - Indien: Bangalore, Generalkonsulat - Indien: Kalkutta, Generalkonsulat - Indien: Mumbai, Generalkonsulat - Indien: Puducherry, Generalkonsulat - Indonesien: Jakarta, Botschaft - Iran: Teheran, Botschaft - Irak: Bagdad, Botschaft - Israel: Tel Aviv, Botschaft - Israel: Jerusalem, Generalkonsulat - Israel: Haifa, Konsulat - Japan: Tokyo, Botschaft - Japan: Kyōto, Generalkonsulat - Jemen: Sanaa, Botschaft - Jordanien: Amman, Botschaft - Kasachstan: Astana, Botschaft - Katar: Doha, Botschaft | - Kambodscha: Phnom Penh, Botschaft - Kirgisistan: Bischkek, Botschaft - Kuwait: Kuwait, Botschaft - Laos: Vientiane, Botschaft - Libanon: Beirut, Botschaft - Malaysia: Kuala Lumpur, Botschaft - Mongolei: Ulaanbaatar, Botschaft - Myanmar: Rangun, Botschaft - Nepal: Kathmandu, Botschaft - Oman: Maskat, Botschaft - Pakistan: Islamabad, Botschaft - Pakistan: Karatschi, Generalkonsulat - Philippinen: Manila, Botschaft - Saudi-Arabien: Riad, Botschaft - Saudi-Arabien: Dschidda, Generalkonsulat - Singapur: Singapur, Botschaft - Sri Lanka: Colombo, Botschaft - Südkorea: Seoul, Botschaft - Tadschikistan: Duschanbe, Botschaft - Taiwan: Taipei, Französisches Institut - Thailand: Bangkok, Botschaft - Turkmenistan: Aşgabat, Botschaft - Usbekistan: Taschkent, Botschaft - Vereinigte Arabische Emirate: Abu Dhabi, Botschaft - Vereinigte Arabische Emirate: Dubai, Generalkonsulat - Vietnam: Hanoi, Botschaft - Vietnam: Ho-Chi-Minh-Stadt, Generalkonsulat |

### Australien und Ozeanien
| - Australien: Canberra, Botschaft - Australien: Sydney, Generalkonsulat - Fidschi: Suva, Botschaft | - Neuseeland: Wellington, Botschaft - Papua-Neuguinea: Port Moresby, Botschaft - Vanuatu: Port Vila, Botschaft |

### Europa
| - Albanien: Tirana, Botschaft - Andorra: Andorra la Vella, Botschaft - Belgien: Brüssel, Botschaft - Belgien: Antwerpen, Generalkonsulat - Belgien: Lüttich, Generalkonsulat - Bosnien und Herzegowina: Sarajevo, Botschaft - Bulgarien: Sofia, Botschaft - Dänemark: Kopenhagen, Botschaft - Deutschland: Berlin, Französische Botschaft in Berlin - Deutschland: Düsseldorf, Generalkonsulat - Deutschland: Frankfurt, Generalkonsulat - Deutschland: Hamburg, Generalkonsulat - Deutschland: München, Generalkonsulat - Deutschland: Saarbrücken, Generalkonsulat - Deutschland: Stuttgart, Generalkonsulat - Estland: Tallinn, Botschaft - Finnland: Helsinki, Botschaft - Georgien: Tiflis, Botschaft - Griechenland: Athen, Botschaft - Griechenland: Thessaloniki, Generalkonsulat - Island: Reykjavík, Botschaft - Irland: Dublin, Botschaft - Italien: Rom, Botschaft - Italien: Mailand, Generalkonsulat - Italien: Neapel, Generalkonsulat - Italien: Turin, Generalkonsulat - Italien: Genua, Konsulat - Kosovo: Priština, Botschaft - Kroatien: Zagreb, Botschaft - Lettland: Riga, Botschaft - Litauen: Wilna, Botschaft - Luxemburg: Luxemburg, Botschaft - Nordmazedonien: Skopje, Botschaft - Malta: Valletta, Botschaft - Moldau: Chișinău, Botschaft - Monaco: Monaco, Botschaft | - Montenegro: Podgorica, Botschaft - Niederlande: Den Haag, Botschaft - Niederlande: Amsterdam, Generalkonsulat - Norwegen: Oslo, Botschaft - Österreich: Wien, Botschaft - Polen: Warschau, Botschaft - Polen: Krakau, Generalkonsulat - Portugal: Lissabon, Botschaft - Portugal: Porto, Generalkonsulat - Rumänien: Bukarest, Botschaft - Russland: Moskau, Botschaft - Russland: Jekaterinburg, Generalkonsulat - Russland: St. Petersburg, Generalkonsulat - Schweden: Stockholm, Botschaft - Schweiz: Bern, Botschaft - Schweiz: Genf, Generalkonsulat - Schweiz: Zürich, Generalkonsulat - Serbien: Belgrad, Botschaft - Slowakei: Bratislava, Botschaft - Slowenien: Ljubljana, Botschaft - Spanien: Madrid, Botschaft - Spanien: Barcelona, Generalkonsulat - Spanien: Bilbao, Generalkonsulat - Spanien: Sevilla, Generalkonsulat - Spanien: Alicante, Konsulat - Spanien: Málaga, Konsulat - Tschechien: Prag, Botschaft - Türkei: Ankara, Botschaft - Türkei: Istanbul, Generalkonsulat - Ukraine: Kiew, Französische Botschaft in Kiew - Ungarn: Budapest, Botschaft - Vereinigtes Königreich: London, Botschaft - Vereinigtes Königreich: Edinburgh, Generalkonsulat - Belarus: Minsk, Botschaft - Zypern: Nikosia, Botschaft |

### Nordamerika
| - Costa Rica: San José, Botschaft - Dominikanische Republik: Santo Domingo, Botschaft - El Salvador: San Salvador, Botschaft - Guatemala: Guatemala-Stadt, Botschaft - Haiti: Port-au-Prince, Botschaft - Honduras: Tegucigalpa, Botschaft - Jamaika: Kingston, Botschaft - Kanada: Ottawa, Botschaft - Kanada: Moncton, Generalkonsulat - Kanada: Montreal, Generalkonsulat - Kanada: Québec, Generalkonsulat - Kanada: Toronto, Generalkonsulat - Kanada: Vancouver, Generalkonsulat - Kuba: Havanna, Botschaft - Mexiko: Mexiko-Stadt, Botschaft | - Mexiko: Monterrey, Generalkonsulat - Nicaragua: Managua, Botschaft - Panama: Panama-Stadt, Botschaft - St. Lucia: Castries, Botschaft - Trinidad und Tobago: Port of Spain, Botschaft - Vereinigte Staaten: Washington, D.C., Botschaft - Vereinigte Staaten: Atlanta, Generalkonsulat - Vereinigte Staaten: Boston, Generalkonsulat - Vereinigte Staaten: Chicago, Generalkonsulat - Vereinigte Staaten: Houston, Generalkonsulat - Vereinigte Staaten: Los Angeles, Generalkonsulat - Vereinigte Staaten: Miami, Generalkonsulat - Vereinigte Staaten: New Orleans, Generalkonsulat - Vereinigte Staaten: New York, Generalkonsulat - Vereinigte Staaten: San Francisco, Generalkonsulat |

### Südamerika
| - Argentinien: Buenos Aires, Botschaft - Bolivien: La Paz, Botschaft - Brasilien: Brasília, Botschaft - Brasilien: Rio de Janeiro, Generalkonsulat - Brasilien: São Paulo, Generalkonsulat - Brasilien: Recife, Konsulat - Chile: Santiago de Chile, Botschaft | - Kolumbien: Bogotá, Botschaft - Ecuador: Quito, Botschaft - Paraguay: Asunción, Botschaft - Peru: Lima, Botschaft - Suriname: Paramaribo, Botschaft - Uruguay: Montevideo, Botschaft - Venezuela: Caracas, Botschaft |

## Vertretungen bei internationalen Organisationen
- Europäische Union: Brüssel, Ständige Vertretung
- Europarat: Straßburg, Ständige Vertretung
- NATO: Brüssel, Ständige Vertretung
- AU: Addis Ababa, Delegation
- Vereinte Nationen: New York, Ständige Vertretung
- Vereinte Nationen: Genf, Ständige Vertretung
- Vereinte Nationen: Nairobi, Ständige Vertretung
- Organisation für Sicherheit und Zusammenarbeit in Europa (OSZE): Wien, Ständige Vertretung
- Organisation der Vereinten Nationen für Erziehung, Wissenschaft und Kultur (UNESCO): Paris, Ständige Vertretung
- Heiliger Stuhl: Vatikanstadt, Botschaft